# Nomenia
Nomenia là một chi bướm đêm thuộc họ Geometridae.